# Virginia Slims of Atlanta
Il Virginia Slims of Atlanta è stato un torneo femminile di tennis che si disputava a Atlanta negli USA su campi in sintetico indoor e cemento.

## Albo d'oro

### Singolare
| Anno | Campionessa         | Finalista           | Punteggio     |
| ---- | ------------------- | ------------------- | ------------- |
| 1975 | Chris Evert         | Martina Navrátilová | 2-6, 6-2, 6-0 |
| 1977 | Chris Evert         | Dianne Fromholtz    | 6-3, 6-2      |
| 1978 | Chris Evert         | Martina Navrátilová | 7-6, 0-6, 6-3 |
| 1979 | Martina Navrátilová | Wendy Turnbull      | 7-6, 6-4      |
| 1980 | Hana Mandlíková     | Wendy Turnbull      | 6-3, 7-5      |
| 1981 | Tracy Austin        | Mary Lou Daniels    | 4-6, 6-3, 6-3 |
| 1982 | Chris Evert         | Susan Mascarin      | 6-3, 6-1      |
| 1983 | Pam Shriver         | Kathy Jordan        | 6-2, 6-0      |

### Doppio
| Anno | Campionesse                     | Finalista                      | Punteggio     |
| ---- | ------------------------------- | ------------------------------ | ------------- |
| 1975 | Chris Evert Martina Navrátilová | Françoise Dürr Betty Stöve     | 6-4, 5-7, 6-2 |
| 1977 | Martina Navrátilová Betty Stöve | Brigette Cuypers Marise Kruger | 6-4, 6-2      |
| 1978 | Françoise Dürr Virginia Wade    | Martina Navrátilová Anne Smith | 4-6, 6-2, 6-4 |
| 1979 | Wendy Turnbull Betty Stöve      | Ann Kiyomura Anne Smith        | 6-2, 6-4      |
| 1980 | Barbara Potter Sharon Walsh     | Kathy Jordan Anne Smith        | 6-3, 6-1      |
| 1981 | Laura duPont Betsy Nagelsen     | Rosie Casals Candy Reynolds    | 6-4, 7-5      |
| 1982 | Kathy Jordan Betsy Nagelsen     | Chris Evert Billie Jean King   | 4-6, 7-6, 7-6 |
| 1983 | Alycia Moulton Sharon Walsh     | Rosie Casals Wendy Turnbull    | 6-3, 7-6      |